# Lapio
Lapìo è un comune italiano di 1 425 abitanti della provincia di Avellino in Campania. Situato nel distretto storico dell'Irpinia, Lapio sorge nella media valle del fiume Calore, in posizione soleggiata in prossimità del monte Tuoro.

## Origini del nome
Le probabili etimologia del territorio di Lapio sono due.
Secondo alcuni studiosi deriva, dal latino Lapideum (roccioso; sassoso), termine poi dissimulato in Lapio.
Altri affermano che il suo nome derivi dal Fiano, prodotto in questa terra, ovvero nell'area agricola ''Apia'' (odierna Lapio), da cui risale il termine ''Apiano'' e ''Apiana'', uva già conosciuta dai poeti latini.

## Storia
Le origini del borgo sono antichissime. Fu prima possesso dei Longobardi, poi divenne feudo appartenuto alla nobile famiglia dei Filangieri di Napoli, i cui segni è possibile ritrovare nel Palazzo baronale dei Filangieri, la cui costruzione risale al periodi tra il 1200 e il 1300.

### Simboli
Lo stemma e il gonfalone sono stati concessi con decreto del presidente della Repubblica del 9 ottobre 2002.
(D.P.R. del 9 ottobre 2002)
Il gonfalone è un drappo di giallo con la bordatura di verde.

## Monumenti e luoghi d'interesse
Conserva resti del castello e il Palazzo baronale dei Filangieri, nei cui saloni sono conservati pregevoli affreschi. Ha subito qualche danno durante il terremoto del 1980. Diverse chiese sono presenti nel borgo, tra cui la chiesa matrice di Santa Caterina d'Alessandria, ricca di opere d'arte, contenente, tra l'altro, la monumentale tomba del cardinale Giuseppe Caprio. In locali adiacenti sono custodite i pregiati gruppi statuari dei "Misteri", dette le "Tavolate", che escono durante la celebre processione del venerdì santo. Nella chiesa di San Giuseppe e in quella di Maria Santissima del Monte Carmelo sono, invece, custoditi pastori settecenteschi, napoletani, le confraternite naturalmente allestiscono presepi, che vengono modificati ogni 4/5 anni. Il paese vanta, oltre le già citate chiesa Madre e quella del Carmelo e di San Giuseppe, le chiese più antiche, quella del Loreto, dedicata a Sant'Antonio e quella della Madonna della Neve, In tutto vi sono nel paese 4 Confraternite, che svolgono un ruolo determinante nella vita ecclesiastica locale. Tra le altre chiese che si possono visitare, quella dedicata a Maria Santissima di Montevergine, sita in territorio di Arianiello e la cappellina in contrada boschi. Esistono alcuni ruderi del vecchio convento monastico, che nei secoli scorsi era abitato da monaci, ma ora è abbandonato e in disuso, Varie sono le leggende che accompagnano la storia dei monaci a Lapio, con tradizioni che si accompagnano secolo dopo secolo.

### Il Ponte Principe

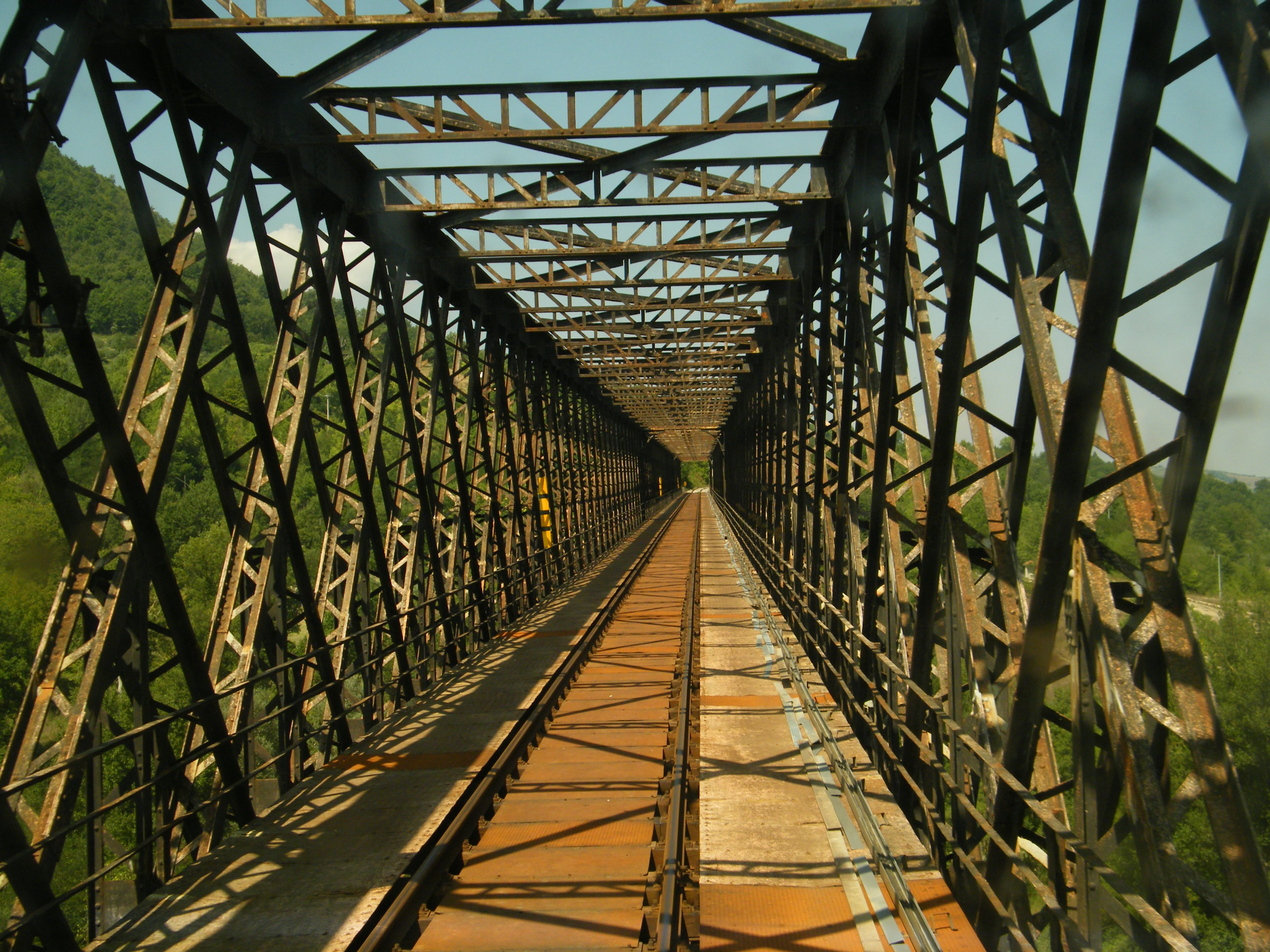
Il Ponte Principe in una fotografia del 2009

Uno dei ponti più lunghi della linea linea ferroviaria Avellino Rocchetta Sant'Antonio, è il cosiddetto Ponte Principe, ubicato fra la omonima stazione ferroviaria e quella di Taurasi.
Il ponte, sospeso sulle sponde del fiume Calore, venne realizzato nel 1893 all'epoca della costruzione della linea dalla Società Industriale Italiana Costruzioni Metalliche. Fu considerata un'opera eccezionale che costituiva il trionfo del progresso. In effetti tutto il viadotto è lungo circa 300 metri e la travatura poggia su due arcate così che ogni luce è di circa 98 metri. La vallata sottostante è a circa 35 metri. Proprio per la sua magnificenza venne chiamato "Ponte Principe". Il collaudo del ponte avvenne il 20 settembre 1893 fra il generale entusiasmo della popolazione di Lapio e dei paesi vicini, accorsi in massa per l'occasione. Il 27 ottobre dello stesso anno il ponte venne inaugurato in coincidenza con l'apertura del primo tratto della ferrovia fra Avellino e Paternopoli.
Il ponte subì alcuni danni durante la seconda guerra mondiale e per questo la prima campata che si incontra venendo da Lapio venne modificata, costruendo una pila intermedia in muratura sulla quale fu montata una nuova travata metallica di circa 17 metri.

## Società

### Evoluzione demografica
Abitanti censiti

### Lingue e dialetti
Accanto alla lingua italiana, a Lapio si parla una varietà del dialetto irpino.

### Tradizioni e folclore

#### I Misteri di Lapio
Una delle tradizioni più sentite che si riscontrano nel piccolo borgo irpino è quella dei Misteri, 22 tavolate di cartapesta che raffigurano la Passione e la morte di Gesù. Fatte commissionare nella seconda metà del 1700 dal principe Gaetano Filangieri, i Misteri sono tutt'oggi senza autore. Infatti, il padre di queste opere d'arte è ignoto ma secondo studi, si tratterebbe di un artista napoletano convocato da Gaetano Filangieri a Lapio per raffigurare le ultime ore di vita di Gesù Cristo. Si va infatti dalla vendita e il tradimento di Giuda alla morte sulla croce del Cristo. Da allora, le 22 tavolate accompagnano la Via Crucis dei lapiani da oltre 3 secoli. Esse vengono esposte nella Chiesa Madre del paese il sabato antecedente la Domenica delle Palme, per poi venire esposte lungo le vie del paesino il giorno del Venerdì Santo, accompagnando la solenne processione di Gesù morto e la Madonna Addolorata. Nel corso dei secoli le statue sono state sottoposte a diversi restauri, in modo particolare dopo il terremoto del 1980 che provocò diversi danni.

## Cultura

### Eventi
- Fiano Love Fest - primo weekend di agosto.

## Geografia antropica

### Nuclei abitati
Da statuto, il comune di Lapio comprende i seguenti nuclei abitati: Arianiello, Ferrume, Monticelle, S. Lucia, Crete, Casale Monaci, Campolapierto, Toppole, Campomarino, Austelle, Carpignano, Fratte, Patierno, Vignedogniche, Camposanto, S. Nicola Matarola, S. Martino.

## Economia
L'economia di Lapio è prevalentemente agricola. Si producono: olive, cereali, ciliegie, noci, nocciole, ma il prodotto principale è l'uva, dalla quale si ricavano i vini DOCG.

### I vini
Lapio è uno dei pochi comuni italiani a produrre nel proprio territorio due vini DOCG: Fiano e Taurasi.

### L'olio Ravece
La cultivar Ravece, che fornisce una resa in olio piuttosto bassa (14-16%) a fronte di una produzione olearia di elevata qualità, costituisce la base dell'olio D.O.P. extravergine di oliva Irpinia - Colline dell'Ufita.

### Il miele
Testimonianza di tradizione produttiva antica, si avvale di un'ampia diversità di vegetazione.

## Infrastrutture e trasporti

### Strade
Il comune è interessato dalla strada statale 400 di Castelvetere.

### Ferrovie
Sul territorio comunale è presente l'omonima stazione ferroviaria, sulla ferrovia Avellino-Rocchetta, attiva però solo come fermata per treni turistici. Inoltre, la frazione Arianello era servita dalla fermata di Percianti-Arianello.

### Mobilità urbana
Con i mezzi pubblici, il comune è raggiungibile tramite le autolinee della società regionale.

## Amministrazione

### Sindaci di Lapio[10]
| Nº | Nome                | Mandato          | Mandato          | Carica  | Partito                            |
| -- | ------------------- | ---------------- | ---------------- | ------- | ---------------------------------- |
| Nº | Nome                | Inizio           | Fine             | Carica  | Partito                            |
| 1  | Trodella Vittorio   | 20 novembre 1994 | 29 novembre 1998 | Sindaco | Partito Popolare Italiano          |
| 1  | Trodella Vittorio   | 30 novembre 1998 | 25 maggio 2003   | Sindaco | Lista Civica                       |
| 2  | Reppucci Ubaldo     | 26 maggio 2003   | 13 aprile 2008   | Sindaco | Lista Civica                       |
| 2  | Reppucci Ubaldo     | 14 aprile 2008   | 26 maggio 2013   | Sindaco | Lista Civica                       |
| 3  | Fabrizio Natalino   | 27 maggio 2013   | 10 giugno 2018   | Sindaco | Lista Civica "Per Lapio"           |
| 4  | Lepore Maria Teresa | 10 giugno 2018   | 14 maggio 2023   | Sindaco | Lista Civica "Noi e voi per Lapio" |
| 4  | Lepore Maria Teresa | 15 maggio 2023   | in carica        | Sindaco | Lista Civica "Noi e voi per Lapio" |

## Sport

### Calcio
L'A.S.D. Lapiana Calcio giocava nel campionato provinciale di Seconda Categoria della provincia di Avellino.